# Sirmium
Sirmium – starożytne miasto rzymskie i bizantyńskie nad rzeką Sawą, ważna twierdza broniąca północnej granicy Cesarstwa Rzymskiego, obecnie Sremska Mitrovica w Serbii.

## Historia miasta

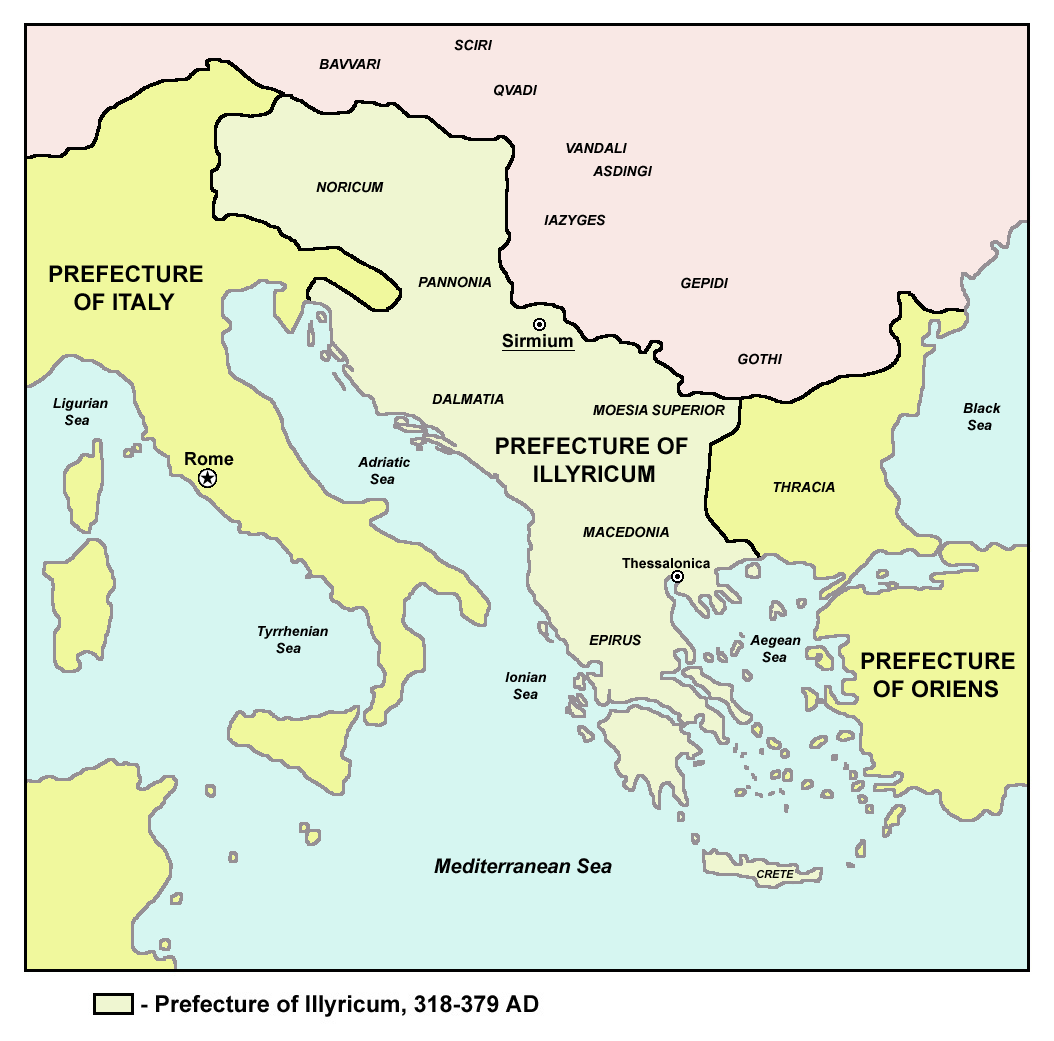
Prefektura Ilirii (318–379) ze stolicą w Sirmium

Miasto znajdujące się na ziemi Ilirów zostało opanowane przez Rzymian w I wieku p.n.e. W I wieku n.e. uzyskało status kolonii obywateli Rzymu i stało się ważną strategicznie twierdzą w prowincji Panonia, której było stolicą. W 103 roku Panonię podzielono na dwie prowincje (Górną i Dolną), z Sirmium jako stolicą Dolnej Panonii. W 296 w wyniku reformy administracyjnej Dioklecjana stało się stolicą prowincji Pannonia Secunda, a w 293 – jedną z czterech stolic cesarstwa (obok Trewiru, Mediolanu i Nikomedii). W 318 roku ustanowiono je stolicą prefektury Ilirii (do 379), a następnie, po podziale Ilirii na dwie części, weszło w skład prefektury Italii. Od IV wieku miasto było ważnym ośrodkiem chrześcijaństwa jako siedziba biskupstwa. Znajdował się tam pałac cesarski, mennica, hipodrom dla wyścigów konnych, amfiteatr, teatr, łaźnie publiczne, świątynie, pałace, luksusowe wille i warsztaty rzemieślnicze.
W końcu IV wieku Sirmium zostało przejściowo opanowane przez wschodniogermańskich Gotów, ale powróciło później do Cesarstwa Bizantyjskiego. W 441 zostało zdobyte przez Hunów, po czym przez ponad wiek pozostawało we władzy różnych ludów barbarzyńskich, takich jak Ostrogoci i Gepidowie, będąc nawet przez krótki czas stolicą państwa Gepidów. Od 567 roku, kiedy Gepidzi zostali pokonani przez koalicję Longobardów i Awarów, Sirmium powróciło do Cesarstwa Bizantyńskiego.
Awarowie po usadowieniu się w latach 567–568 na terenie Niziny Węgierskiej, nieustannie atakowali Sirmium, które broniło im dostępu na terytorium cesarstwa. Ostatecznie w 582 roku zdobyli miasto, kończąc jego antyczną historię. Zwycięzcy zagwarantowali mieszkańcom bezpieczeństwo, jednak zażądali, aby opuścili miasto, pozostawiając cały dobytek i zapłacili trybut w wysokości 240 000 solidów. Po jego uiszczeniu mieszkańcy udali się do Salony. Upadek Sirmium umożliwił Awarom (a po nich także Słowianom) ekspansję na południe wzdłuż wybrzeża Adriatyku i w konsekwencji zajęcie całej Dalmacji w ciągu pierwszej połowy VII wieku.
Pozostałości antycznego miasta znajdują się pod zabudową dzisiejszej Sremskiej Mitrowicy.

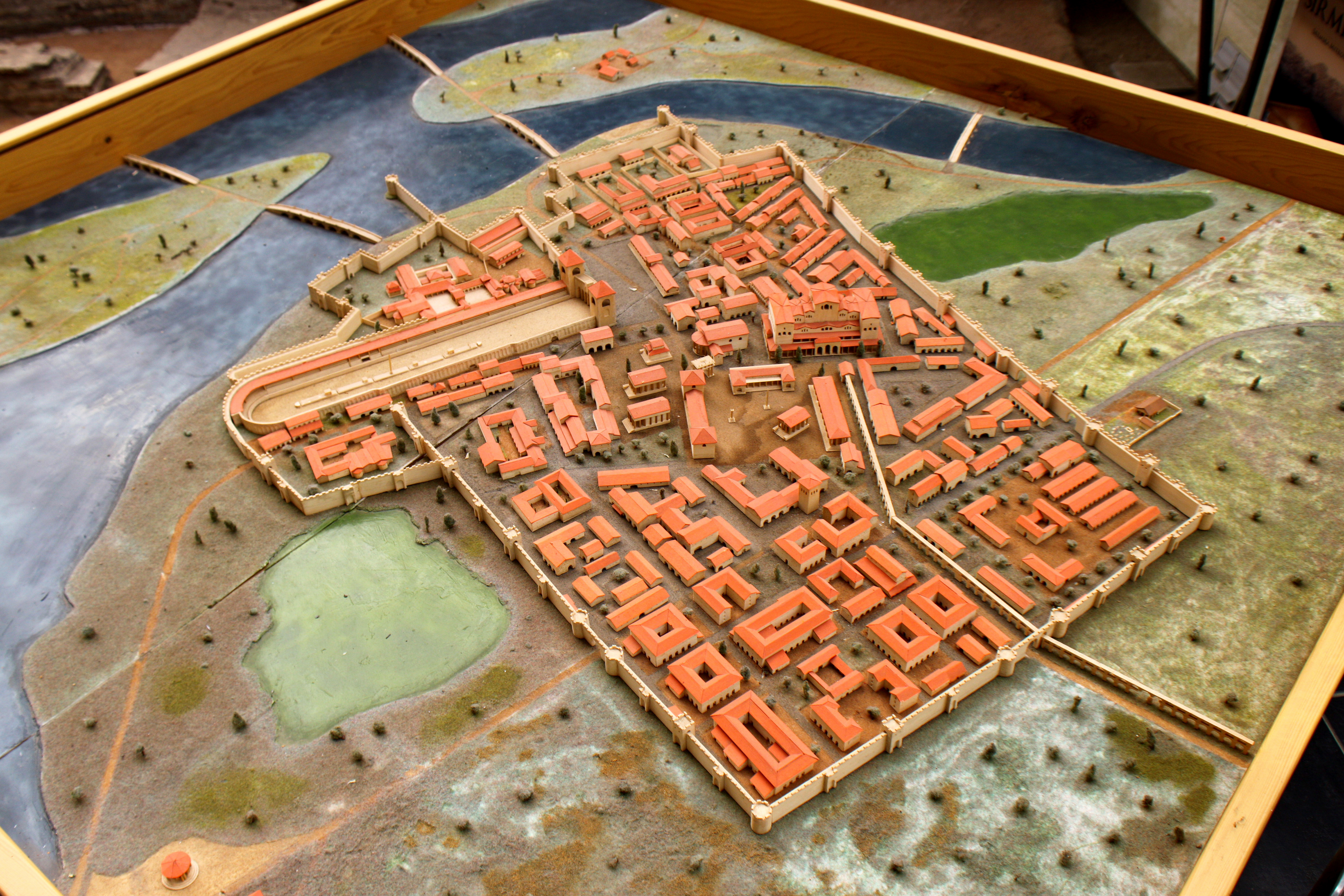
Makieta Sirmium

## Znani mieszkańcy
Dziesięciu cesarzy Rzymu urodziło się w Sirmium lub bliskiej okolicy:
- Trajan Decjusz (pan. 249–251),
- Herenniusz Decjusz (V–VI 251),
- Hostylian (251),
- Klaudiusz II Gocki (268–270),
- Kwintyllus (270),
- Lucjusz Domicjusz Aurelian (270–275),
- Probus (276–282),
- Maksymian (285–305),
- Konstancjusz II (337–361),
- Gracjan (367–383).

Ostatni cesarz zjednoczonego Cesarstwa Teodozjusz (pan. 378–395), urodzony w rzymskiej prowincji Hispania, w Sirmium został obwołany cesarzem.
W czasie pełnienia przez miasto funkcji stolicy prowincji lub jednej ze stolic cesarstwa wielu cesarzy wykorzystywało miasto jako rezydencję; niektórych ogłaszano tam władcami. W latach 170–180 cesarz-filozof Marek Aureliusz napisał tam większą część swoich „Rozmyślań”.
W Sirmium zginęli męczennicy chrześcijańscy: św. Anastazja z Dalmacji oraz św. Dymitr z Tesaloniki.